# Елизабетанско позориште
Елизабетанско позориште означава позоришни живот и драмско стваралаштво у Енглеској током владавине краљице Елизабете I (1558–1603). Овај период се сматра веома значајним за енглеску драму, а често се термин користи и да обухвати стваралаштво из нешто каснијих периода, јакобинског и каролиншког доба, чиме се описује енглеско ренесансно позориште све до затварања позоришта 1642. године. Најпознатији представник овог периода је Вилијам Шекспир, а значајан допринос дали су и други драмски писци попут Кристофера Марлоуа и Бена Џонсона.

## Историјски и друштвени контекст
Елизабетанско доба било је период релативне политичке стабилности и економског просперитета у Енглеској, што је погодовало развоју уметности и културе. Протестантска реформација је учврстила свој положај, али су верске тензије и даље биле присутне. Ренесансни хуманизам је утицао на културни живот, подстичући интересовање за античку културу, књижевност и филозофију. Лондон је постао важан трговачки и културни центар, привлачећи људе из свих друштвених слојева, што је створило бројну и разнолику позоришну публику. Краљица Елизабета I је подржавала уметност и често је присуствовала позоришним представама, што је допринело угледу позоришта.

## Позоришне зграде (театри)
Развој елизабетанског позоришта пратио је и изградњу првих наменских позоришних зграда у Енглеској. Пре тога, представе су се често изводиле у двориштима гостионица, племићким дворанама или на градским трговима.
Постојала су два основна типа позоришних зграда:

### Јавна (отворена) позоришта
Ово су биле велике, отворене грађевине, најчешће кружног или вишеугаоног облика. Могле су да приме велики број гледалаца (између 1500 и 3000). Централни део је био отворен (двориште, pit), где је стајала публика која је платила најнижу цену улазнице ("граундлинзи"). Око дворишта су се налазиле наткривене галерије са седиштима за имућније гледаоце. Позната јавна позоришта укључују:
- Театар (The Theatre, 1576) – сматра се првим наменски изграђеним позориштем у Лондону, изградио га је Џејмс Бербиџ.
- Кертен (The Curtain, 1577)
- Роуз (The Rose, 1587)
- Свон (The Swan, око 1595)
- Глоуб (The Globe, 1599) – најпознатије, повезано са Шекспиром.
- Форчун (The Fortune, 1600)

### Приватна (затворена) позоришта
Ово су биле мање, наткривене сале, које су примале мањи број гледалаца и имале су скупље улазнице. Пружале су интимнију атмосферу и омогућавале извођење представа и ноћу, уз вештачко осветљење (свеће). Најпознатије приватно позориште било је Блекфрајарс (Blackfriars). Након 1610. године, глумачке трупе су често лети наступале у јавним, а зими у приватним позориштима.

### Карактеристике сцене
Сцена у елизабетанским јавним позориштима била је уздигнута платформа која је истурена у двориште (apron stage), окружена публиком са три стране. У позадини сцене налазила се зграда (tiring house) са вратима за улазак и излазак глумаца и балконом изнад, који се користио за сцене на висини. Изнад дела сцене често је постојао кров (heavens), док су испод сцене могли бити отвори (hell) за сценске ефекте. Сценографија је била минимална; место и време радње дочаравали су се углавном кроз дијалоге и глумачку игру.

## Драматурзи и драме
Елизабетанско доба је дало значајне драмске писце:
- Вилијам Шекспир (1564–1616): Аутор бројних трагедија, комедија и историјских драма.
- Кристофер Марлоу (1564–1593): Познат по трагедијама као што су Тамерлан Велики и Доктор Фауст.[6]
- Бен Џонсон (1572–1637): Истакнути комедиограф, познат по сатиричним комедијама (нпр. Волпоне).[6]
- Други значајни драматурзи били су Томас Кид, Џон Лили, Роберт Грин и Томас Декер.[6]

Доминантни драмски жанрови били су трагедија (укључујући трагедију освете), комедија (романтична комедија, комедија обичаја) и историјска драма. Драме су углавном писане у стиху (бланкверс), али су садржале и делове у прози. Карактеристичне су биле употреба солилоквијума и обраћања публици.

## Глумачке трупе и глума
Професионалне глумачке трупе биле су организоване као деоничарска друштва, често под покровитељством племића (нпр. Lord Chamberlain's Men, касније King's Men; и Admiral's Men).
Све улоге, укључујући и женске, играли су мушкарци и дечаци. Истакнути глумци тог доба били су Ричард Бербиџ и Едвард Елин.

## Публика
Публика елизабетанских позоришта била је социјално разнолика. Представе су се играле дању, најчешће поподне. Публика је била позната по активној партиципацији, гласном изражавању својих реакција.

## Костими и сценографија
Сценографија је била минимална, док су костими били веома раскошни и детаљни, углавном одражавајући савремену моду елизабетанског доба, без обзира на историјски период у којем се радња комада одвијала.

## Значај и наслеђе
Елизабетанско позориште представља један од врхунаца у историји светске драме. Дела настала у овом периоду, посебно Шекспирова, и данас се изводе широм света и чине темељ модерног позоришног репертоара. Овај период је значајно утицао на развој енглеског језика и оставио трајан утицај на светску књижевност и културу. Затварање позоришта од стране Пуританаца 1642. године означило је крај ове епохе.